# Fable III
Fable III – fabularna gra akcji przygotowana w wersji na platformę Microsoft Windows i konsolę Xbox 360, stworzona przez Lionhead Studios, na której czele stoi Peter Molyneux. Wydawcą została firma Microsoft Game Studios. Jest kontynuacją gier Fable oraz Fable II. Premiera na konsolę odbyła się w 2010. Wydana została na systemy Microsoft Windows 17 maja 2011 roku.
Produkcję Fable III oficjalnie potwierdzono podczas targów GamesCon 2009 w Kolonii. Wydarzenie zostało poprzedzone przeprowadzoną wcześniej intrygującą kampanią reklamową, mającą przywodzić na myśl tematykę rewolucji. Jest ona związana z fabułą samej gry, w której wedle zapowiedzi silny nacisk położony zostanie nie tylko na, jak dotychczas, walkę i rozwój postaci, ale też dyplomację, politykę i zjednywanie sobie poparcia tłumu.

## Fabuła
Akcja Fable III rozpoczyna się pięćdziesiąt lat po zakończeniu wydarzeń znanych z Fable II. Gracz wciela się w postać potomka głównego bohatera, dorastając w dość spokojnych czasach ma szansę obserwować dynamiczny wzrost i rozwój fikcyjnego świata gry, Albionu. Jedynym problemem jest postać tyrana zasiadającego na tronie krainy. Głównym celem gry jest obalenie despotycznego króla i przejęcie władzy w królestwie Albionu, a następnie przygotowanie kraju do obrony przed siłami ciemności.